# Subcutane implanteerbare cardioverter-defibrillator

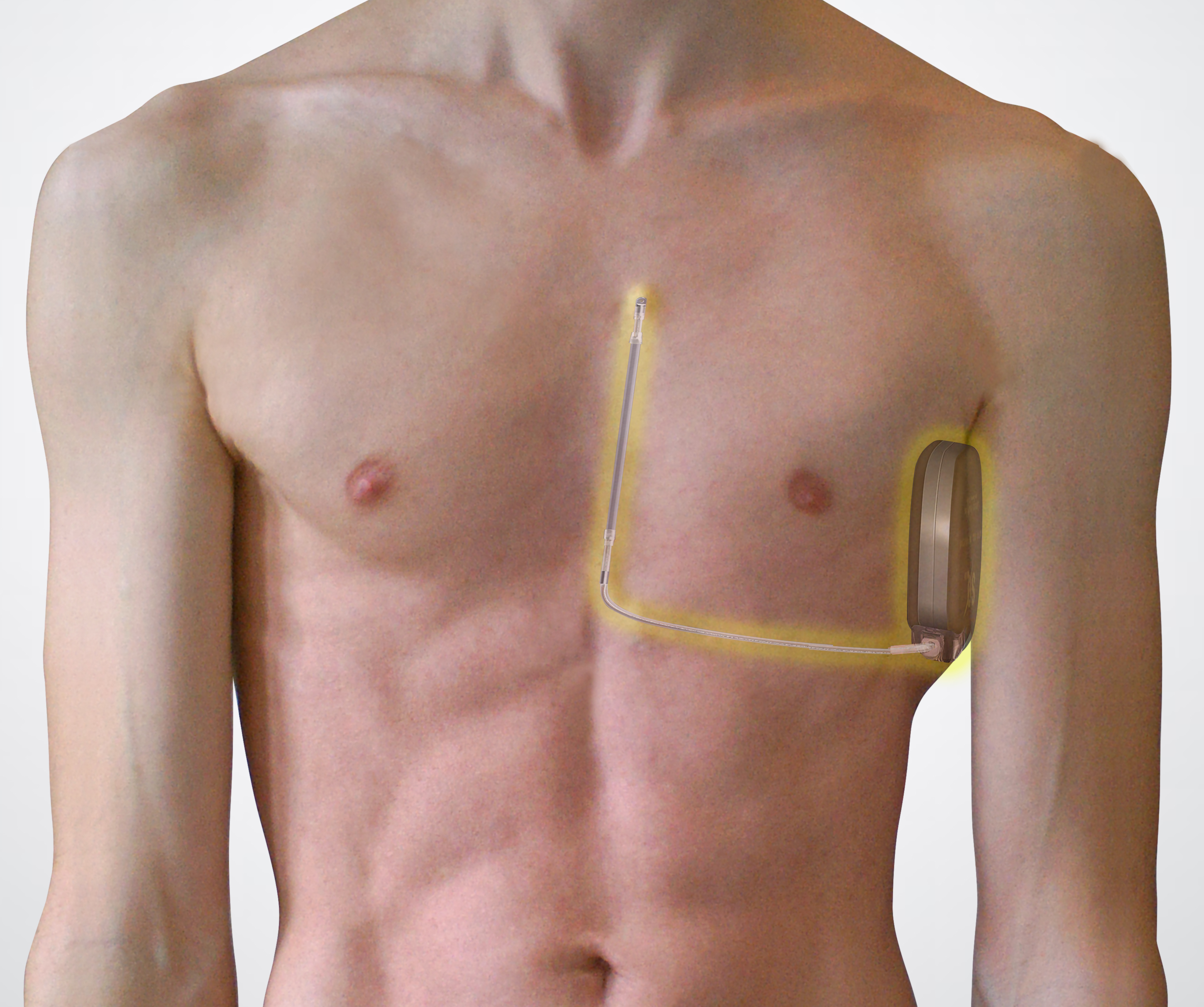

Een subcutane implanteerbare cardioverter-defibrillator (s-icd) is een type icd waarbij de elektrode 'subcutaan' (d.i. onderhuids) wordt aangebracht. Deze defibrillator wordt bij mensen geïmplanteerd die een groot risico lopen op levensbedreigende hartritmestoornissen of een hartstilstand. In dit soort gevallen geeft de defibrillator een stroomstoot om het hartritme weer op orde te krijgen. Een pacemaker geeft alleen kleine elektrische pulsjes om het hartritme bij te sturen. Een s-icd en icd grijpen alleen in bij levensbedreigende situaties met een grote stroomstoot.
Zowel een icd als s-icd grijpen in in levensbedreigende situaties. Het eindresultaat van het ingrijpen van deze defibrillatoren is daarmee hetzelfde. Beide defibrillatoren bestaan uit een accu met software die onder andere de hartslag meet, en een draad (lead) die de stroomstoot zal afgeven zodra er ingegrepen moet worden (ook wel 'therapie' genoemd). Toch zijn er belangrijke verschillen. Bij een icd gaat er een draad die de stroomstoot zal geven, via een ader in het hart. Daar groeit de draad vast. Het apparaat zelf wordt onder het sleutelbeen geïmplanteerd.
Bij een s-icd gaat de draad niet in het hart. De draad wordt net onder de huid over de borstkas geplaatst. De accu wordt niet onder het sleutelbeen geïmplanteerd maar op de linkerzijde van de ribbenkast (op de ribben maar net onder de huid). Omdat de draad/lead niet in het hart gaat, kan deze dikker zijn en is daarmee sterker, wat de kans op draadbreuk (en daarmee complicaties) verlaagt. 
Sinds een aantal jaren zijn er diverse soorten bescherming voor de s-icd op de markt. Het dragen van bescherming voorkomt zowel lichamelijk letsel als eventuele schade aan de s-icd (bedrading) bij het beoefenen van sport en andere activiteiten. Bekende merken voor s-icd bescherming zijn bijvoorbeeld Vital Beat en Pace-Pro.

## Voor- en nadelen

### Traditionele icd
voordelen
- de accu is kleiner dan bij een s-icd, waardoor het implantaat doorgaans minder goed zichtbaar is
- en daarmee een wat snellere gewenning aan het implantaat, al is dit subjectief

nadelen
- de draad/lead gaat in het hart en groeit daar vast. Dit vergroot de kans op complicaties wanneer deze verwijderd of vervangen moet worden.
- omdat de draad in het hart gaat moet deze relatief dun zijn. Dat maakt de draad kwetsbaarder voor draadbreuk (en daarmee complicaties)

### S-icd
voordelen
- de draad/lead gaat niet in hart en laat daarmee de aderen en hart volledig intact. Dit verkleint de kans op complicaties (zoals bijvoorbeeld bloedinfectie).
- omdat de draad/lead niet in het hart gaat, kan deze dikker zijn. Dit verkleint de kans op draadbreuk aanzienlijk.

nadelen
- de accu is groter wat doorgaans om een langere gewenning vraagt, dit is subjectief
- afhankelijk van de lichaamsbouw is de s-icd bij ontbloot bovenlijf iets beter zichtbaar dan een icd